# Pływacz krótkoostrogowy
Pływacz krótkoostrogowy, p. żółtobiały (Utricularia ochroleuca R. W. Hartm.) – gatunek rośliny, należący do rodziny pływaczowatych (Lentibulariaceae). W Polsce jest rzadki; rośnie w rozproszeniu na nizinach.

## Morfologia

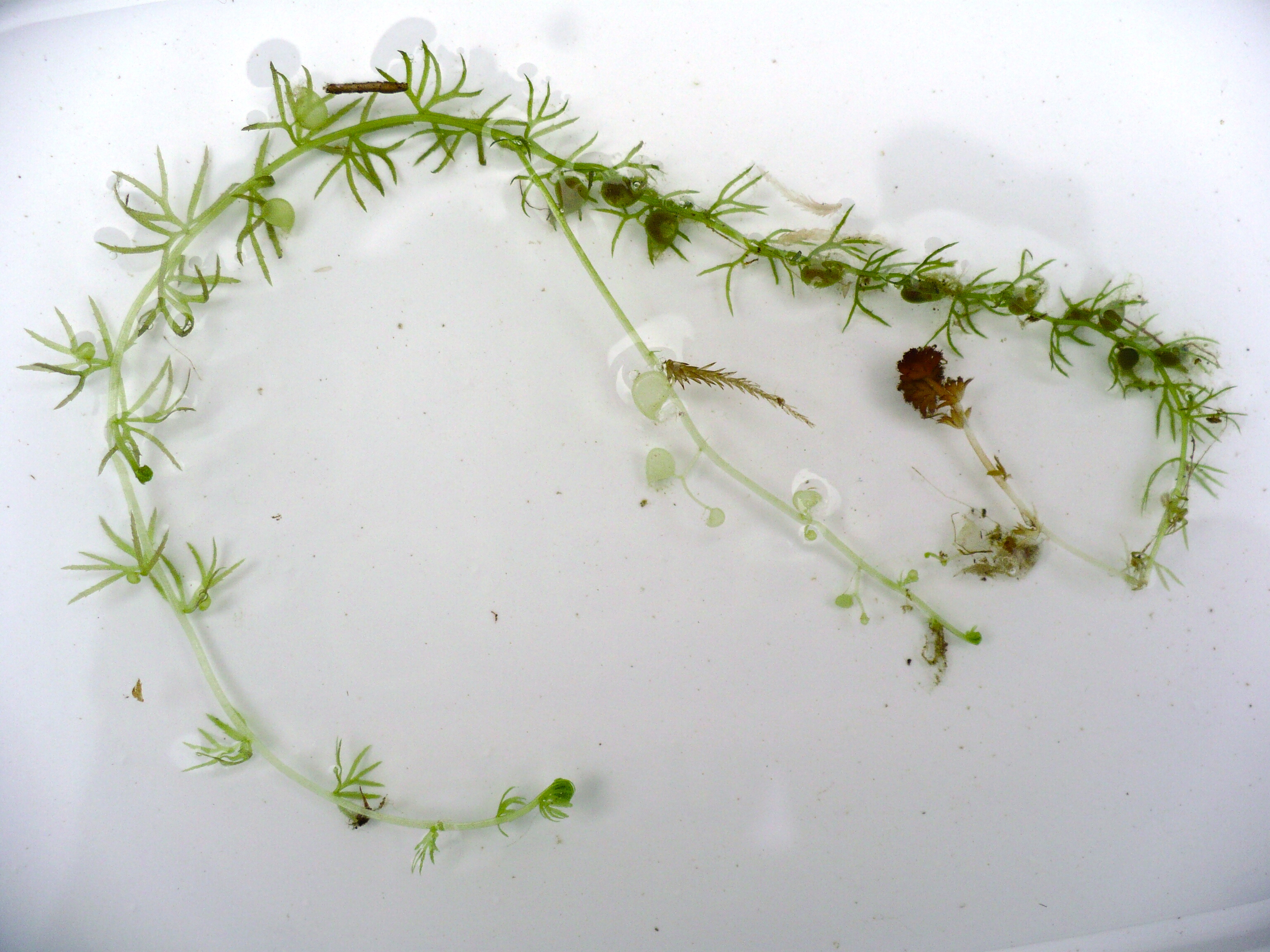
Łodyga z liśćmi

ŁodygaDo 70 cm długości.
LiściePocięte na drobne łatki. Liście pędów zielonych do 18 mm długości i 25 mm szerokości z zaostrzonymi, orzęsionymi łatkami, ustawionymi w jednej płaszczyźnie. Liście pędów bezbarwnych z 1–3 pęcherzykami.
KwiatyGrzbieciste, cytrynowożółte. Dolna warga korony szerokości 10–13 mm. Ostroga odstająca od dolnej wargi, dwa razy od niej krótsza.

## Biologia i ekologia
Bylina, hydrofit. Rośnie głównie w rowach potorfowych. Kwitnie od czerwca do sierpnia. Gatunek charakterystyczny klasy Utricularietea intermedio-minoris i zespołu Sphagno-Utricularietum ochroleucae.

## Zagrożenia
Gatunek objęty ścisłą ochroną. Umieszczony na Czerwonej liście roślin i grzybów Polski (2006) w grupie gatunków wymierających (kategoria zagrożenia: E). W wydaniu z 2016 roku otrzymał kategorię EN (zagrożony).